# Rismethus somalicus
Rismethus somalicus là một loài bọ cánh cứng trong họ Elateridae. Loài này được Chassain miêu tả khoa học năm 2001.